# Chonecolea verae
Chonecolea verae là một loài rêu trong họ Chonecoleaceae. Loài này được Potemkin mô tả khoa học đầu tiên năm 2005.